# Vermillion, South Dakota
Vermillion är administrativ huvudort i Clay County i South Dakota.
Enligt 2010 års folkräkning hade Vermillion 10 571 invånare.

## Kända personer från Vermillion
- Kevin Brady, politiker
- Todd Tiahrt, politiker